# Nellingen
Nellingen es un municipio situado en el distrito de Alb-Danubio, en el estado federado de Baden-Wurtemberg, Alemania. Tiene una población estimada, a fines de marzo de 2024, de 2140 habitantes.